# Fédération norvégienne de basket-ball
La Fédération norvégienne de basket-ball ou NBBF, (Norges Basketballforbund) est une association, fondée en 1968, chargée d'organiser, de diriger et de développer le basket-ball en Norvège.
La NBBF représente le basket-ball auprès des pouvoirs publics ainsi qu'auprès des organismes sportifs nationaux et internationaux et, à ce titre, la Norvège dans les compétitions internationales. Elle défend également les intérêts moraux et matériels du basket-ball norvégien. Elle est affiliée à la FIBA depuis 1968, ainsi qu'à la FIBA Europe.
La NBBF organise également le championnat national.